# وونگاوالان، کوئینزلند
وونگاوالان (به انگلیسی: Wongawallan) یک منطقهٔ مسکونی در استرالیا است که در کوئینزلند واقع شده‌است.